# صيني (فلم)
صيني هو فيلم من نوع دراما وكوميديا أُصدر في 1 أبريل 2005. الفيلم من إخراج هنريك روبن جينز، أما السيناريو فكان من كتابة كيم فوبز آيكسون.

## القصة
تقع أحداث الفيلم في الدنمارك. وقصة الفيلم الرئيسية حول الهجرة البشرية.

## طاقم التمثيل
- Mette Horn  [لغات أخرى]‏
- موغنس ريكس  [لغات أخرى]‏
- بيدير بيدرسن  [لغات أخرى]‏
- مخلب هنريكسن  [لغات أخرى]‏
- جيب كاس  [لغات أخرى]‏
- Charlotte Fich [الإنجليزية]‏
- Johan Rabaeus [الإنجليزية]‏
- نيكولاس ويندينج ريفين
- Thomas Gammeltoft ‏
- Lin Kun Wu ‏
- Mathias Sparre-Ulrich ‏
- فيفيان وو
- لورا اخوانه  [لغات أخرى]‏
- بيارني هنريكسن [الإنجليزية]‏

## وصلات خارجية
- مقالات تستعمل روابط فنية بلا صلة مع ويكي بيانات